# Programa de Desarrollo con Enfoque Territorial
Los Programas de Desarrollo con Enfoque Territorial (PDET) son un instrumento de gestión y planificación del gobierno colombiano cuyo objetivo es impulsar el desarrollo económico, social y ambiental en aquellas zonas del país más afectadas por el conflicto armado interno. Actualmente el programa abarca un 36% del territorio del país y beneficia a casi 7 millones de personas.
Además, desde las Elecciones legislativas de Colombia de 2022 tiene representación propia en la Cámara de Representantes de Colombia con 16 curules bajo el nombre de "Circunscripciones Transitorias Especiales de Paz (CTREP)".
Los PDET han sido impulsores de cambios políticos en Colombia, al incentivar la participación política y electoral de comunidades históricamente marginalizadas. 

## Características
Los Territorios PDET fueron creados en 2017 como parte de los acuerdos de paz entre el gobierno Santos y las FARC-EP. Su desarrollo fue encomendado a la Agencia de Renovación del Territorio (ART) para un periodo de 15 años.
El programa se desarrolla de acuerdo a tres niveles de participación colectiva: Asamblea Comunitaria, Comisión Municipal y Comisión Subregional.

## Objetivos
Los principales objeticos del PDET son:
- Crear canales de control social.
- Empoderar y transformar de comunidades.
- Dinamizar la economía y fortalecer seguridad alimentaria.
- Contribuir a la reducción de la pobreza rural multidimensional en un 50%.
- Impulsar los planes de desarrollo departamentales y municipales.

## Críticas
Algunas organizaciones sociales y comunitarias han reclamado mayor participación, reconocimiento y componente ambiental en los Territorios PDET.

## Territorios
El programa se implementa en 11 000 veredas de 170 municipios dentro de las 16 subregiones definidas por el decreto-ley 893 de 2017.
| Subregión                                | Municipios |
| ---------------------------------------- | --- |
| Alto Patía y Norte del Cauca             | Cauca: Argelia, Balboa, Buenos Aires, Cajibío, Caldono, Caloto, Corinto, El Tambo, Jambaló, Mercaderes, Miranda, Morales, Patía, Piendamó, Santander de Quilichao, Suárez, Toribío · Nariño: Cumbitara, El Rosario, Leiva, Los Andes, Policarpa · Valle del Cauca: Florida, Pradera |
| Arauca                                   | Arauca: Arauquita, Fortul, Saravena, Tame |
| Bajo Cauca y Nordeste antioqueño         | Antioquia: Amalfi, Anorí, Briceño, Cáceres, Caucasia, El Bagre, Ituango, Nechí, Remedios, Segovia, Tarazá, Valdivia, Zaragoza |
| Catatumbo                                | Norte de Santander: Convención, El Carmen, El Tarra, Hacarí, San Calixto, Sardinata, Teorama, Tibú |
| Chocó                                    | Antioquia: Murindó, Vigía del Fuerte · Chocó: Acandí, Bojayá, Carmen del Darién, Condoto, Istmina, Litoral de San Juan, Medio Atrato, Medio San Juan, Nóvita, Nuevo Belén de Bajirá, Riosucio, Sipí, Unguía                                                                         |
| Cuenca del Caguán y piedemonte caqueteño | Caquetá: Albania, Belén de los Andaquíes, Cartagena del Chairá, Curillo, El Doncello, El Paujil, Florencia, La Montañita, Milán, Morelia, Puerto Rico, San José del Fragua, San Vicente del Caguán, Solano, Solita, Valparaíso · Huila: Algeciras                                   |
| Macarena - Guaviare                      | Meta: Mapiripán, Mesetas, La Macarena, La Uribe, Puerto Concordia, Puerto Lleras, Puerto Rico, Vista Hermosa · Guaviare: Calamar, El Retorno, Miraflores, San José del Guaviare |
| Montes de María                          | Bolívar: Córdoba, El Carmen de Bolívar, El Guamo, María la Baja, San Jacinto, San Juan Nepomuceno, Zambrano · Sucre: Colosó, Chalán, Los Palmitos, Morroa, Ovejas, Palmito, San Onofre, Toluviejo                                                                                   |
| Pacífico y frontera nariñense            | Nariño: Barbacoas, El Charco, La Tola, Magüí, Mosquera, Olaya Herrera, Francisco Pizarro, Ricaurte, Roberto Payán, Santa Bárbara, Tumaco |
| Pacífico Medio                           | Cauca: Guapi, López de Micay, Timbiquí · Valle del Cauca: Buenaventura |
| Putumayo                                 | Putumayo: Mocoa, Orito, Puerto Asís, Puerto Caicedo, Puerto Guzmán, Puerto Leguízamo, San Miguel, Valle del Guamuez, Villagarzón |
| San Jorge y Alto Sinú                    | Córdoba: Montelíbano, Puerto Libertador, San José de Uré, Tierralta, Valencia |
| Sierra Nevada - Perijá                   | Cesar: Agustín Codazzi, Becerril, La Jagua de Ibirico, Manaure Balcón del Cesar, Pueblo Bello, La Paz, San Diego, Valledupar · La Guajira: Dibulla, Fonseca, San Juan del Cesar · Magdalena: Aracataca, Ciénaga, Fundación, Santa Marta                                             |
| Sur de Bolívar                           | Antioquia: Yondó · Bolívar: Arenal, Cantagallo, Morales, San Pablo, Santa Rosa del Sur, Simití |
| Sur del Tolima                           | Tolima: Ataco, Chaparral, Planadas, Rioblanco |
| Urabá                                    | Antioquia: Apartadó, Carepa, Chigorodó, Dabeiba, Mutatá, Necoclí, San Pedro de Urabá, Turbo |

### Nuevos PDET
- Al elevarse a categoría de municipio a Barrancominas en el Guainía se propuso que se incluya en una Subregión PDET.
- El primer Programa de Desarrollo con Enfoque Territorial urbano del país aglutinaría a las localidades bogotanas de Bosa, Ciudad Bolívar, Sumapaz y el municipio de Soacha.[15]

## Regiones Paz
El artículo 8B de la Ley 418 señala que: “El presidente de la República podrá constituir regiones de paz, en las que se adelanten, con su autorización, diálogos de paz. Se priorizará en su conformación, además de los territorios PDET del Acuerdo de Paz, los municipios categorizados como ZOMAC, comunidades de influencia o zonas vulnerables en las que existan graves afectaciones a la población civil y al territorio, y en las que haya ausencia o débil presencia del Estado”.
Este también tiene el objetivo la urgente presencia del Estado por situaciones de orden público. El Alto Comisionado para la Paz, tendrá la labor de designar delegados locales para que adelanten ciertas acciones específicas bajo su dirección.